# Успенське (Казахстан)
Успе́нське (каз. Өспен) — село у складі Шетського району Карагандинської області Казахстану. Адміністративний центр Успенського сільського округу.
Населення — 786 осіб (2021; 1016 у 2009, 1335 у 1999, 1695 у 1989).
Національний склад станом на 1989 рік:
- казахи — 100 %.

Станом на 1989 рік село називалось Успенський.